# Türkismühle
Türkismühle ist ein Ortsteil der Gemeinde Nohfelden im Saarland mit etwa 730 Einwohnern. Mit dem Bahnhof Türkismühle der Nahetalbahn und der Anschlussstelle 3 Nohfelden-Türkismühle der A62 ist der Ort an das überregionale Verkehrsnetz angebunden. Durch seine Grenzlage im Norden des Saarlandes erfuhr der Ort eine wechselvolle Geschichte territorialer Zugehörigkeiten und als Grenzort.

## Geschichte
1747 errichtete der Müller Johann Jacob Dürck eine Mahl- und Ölmühle unterhalb der Einmündung des Söterbachs in die Nahe, die im Volksmund „Türkismühle“ genannt wurde. Die Gegend war Teil des historischen Herzogtums Pfalz-Zweibrücken. Dieses kam ab 1792 mit dem gesamten linken Rheinufer unter französische Herrschaft (Département de la Sarre). Nach Entscheidungen auf dem Wiener Kongress gehörte das Gebiet ab 1817 zum oldenburgischen Fürstentum Birkenfeld.
Nach der Errichtung des Bahnhofs Türkismühle der Nahetalbahn im Jahr 1860 entwickelte sich Türkismühle zu einer Ortschaft. Mit der Inbetriebnahme der Hochwaldbahn von Trier über Hermeskeil bis nach Türkismühle 1889 wurde der Bahnhof Türkismühle zum Verkehrsknotenpunkt. Ab 1919 errichtete die Deutsche Reichsbahn eine Eisenbahnersiedlung. Diese Gebäude prägen bis heute das Ortsbild mit.
Nach dem Ersten Weltkrieg wurde in Türkismühle eine Grenz- und Zollstation zwischen dem Deutschen Reich und dem von 1920 bis 1935 von diesem getrennten Saargebiet  errichtet. 1934 wurde der erste Abschnitt der Bahnstrecke Türkismühle–Kusel von Türkismühle nach Wolfersweiler eröffnet. 1937 wurde der Landesteil Birkenfeld durch das Groß-Hamburg-Gesetz aufgelöst, die Region ging an Preußen und wurde Teil des Landkreises Birkenfeld in der Rheinprovinz.
Nach dem Zweiten Weltkrieg gehörte Türkismühle zur französischen Besatzungszone. Aus dieser wurde das Saarland im Februar 1946 ausgegliedert (Saarland 1947 bis 1956). Im Juli des Jahres wurde Türkismühle auf Anordnung der französischen Militärregierung zusammen mit weiteren Gemeinden dem Saarland angegliedert und Teil des saarländischen Landkreises St. Wendel. Durch eine Verordnung vom 21. August 1946 wurde der Ort aus der Gemeinde Nohfelden ausgegliedert und mit Wirkung vom 1. September 1946 eine selbständige Gemeinde. Türkismühle war in dieser Zeit erneut Grenzstation, bis das Saarland 1957 der Bundesrepublik Deutschland beitrat.
Am 1. Januar 1974 wurde Türkismühle im Zuge der Gebiets- und Verwaltungsreform ein Teil der Gemeinde Nohfelden.

## Wirtschaft und Verkehr
Türkismühle ist durch die Autobahnabfahrt Nohfelden-Türkismühle der A62 sowie den Bahnhof Türkismühle der Nahetalbahn in die überregionale Verkehrsinfrastruktur eingebunden.
Einer der größten Betriebe der Gemeinde Nohfelden, die Schmidt Küchen GmbH & Co KG sowie die Schmidt-Küchenstudio Türkismühle GmbH, ist hier angesiedelt.
In einem bei Türkismühle liegenden Tagebau fördert die Firma Gihl Grubenbetriebe (ehem. DAM Deutschland GmbH bzw. ehemals Villeroy & Boch) einen glimmerarmen Rhyolith, der früher als „Tonfelsitporphyr“ gehandelt wurde. Er dient als Grundstoff für die Fliesen- und Steingutproduktion sowie als Zusatzstoff für die Glas- und Porzellanherstellung.
Die zentrale Lage innerhalb der Gemeinde Nohfelden spielte eine Rolle bei der Errichtung des Schulzentrums Türkismühle, der heutigen Gesamt- und Gemeinschaftsschule.

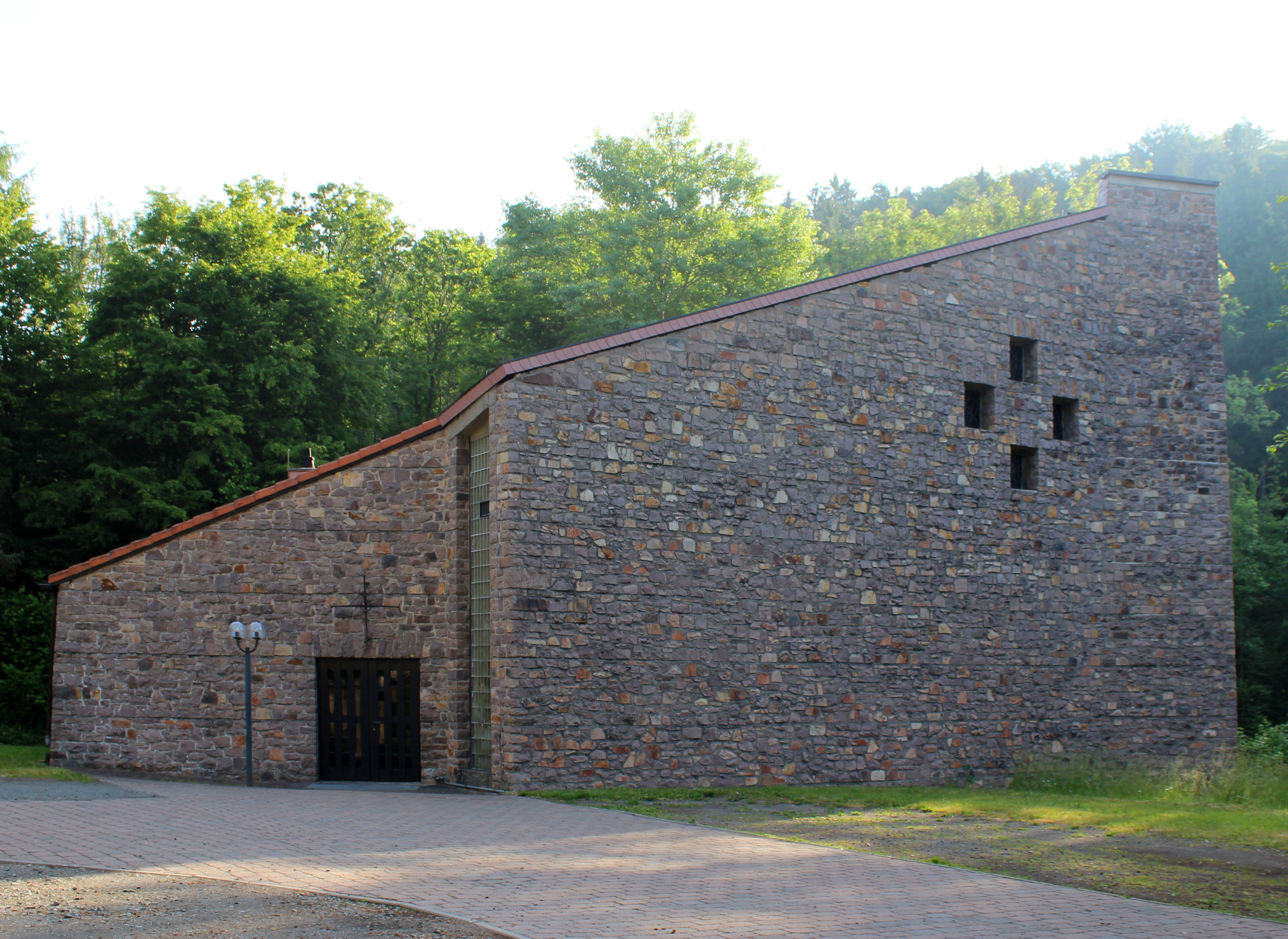
Evangelische Kirche
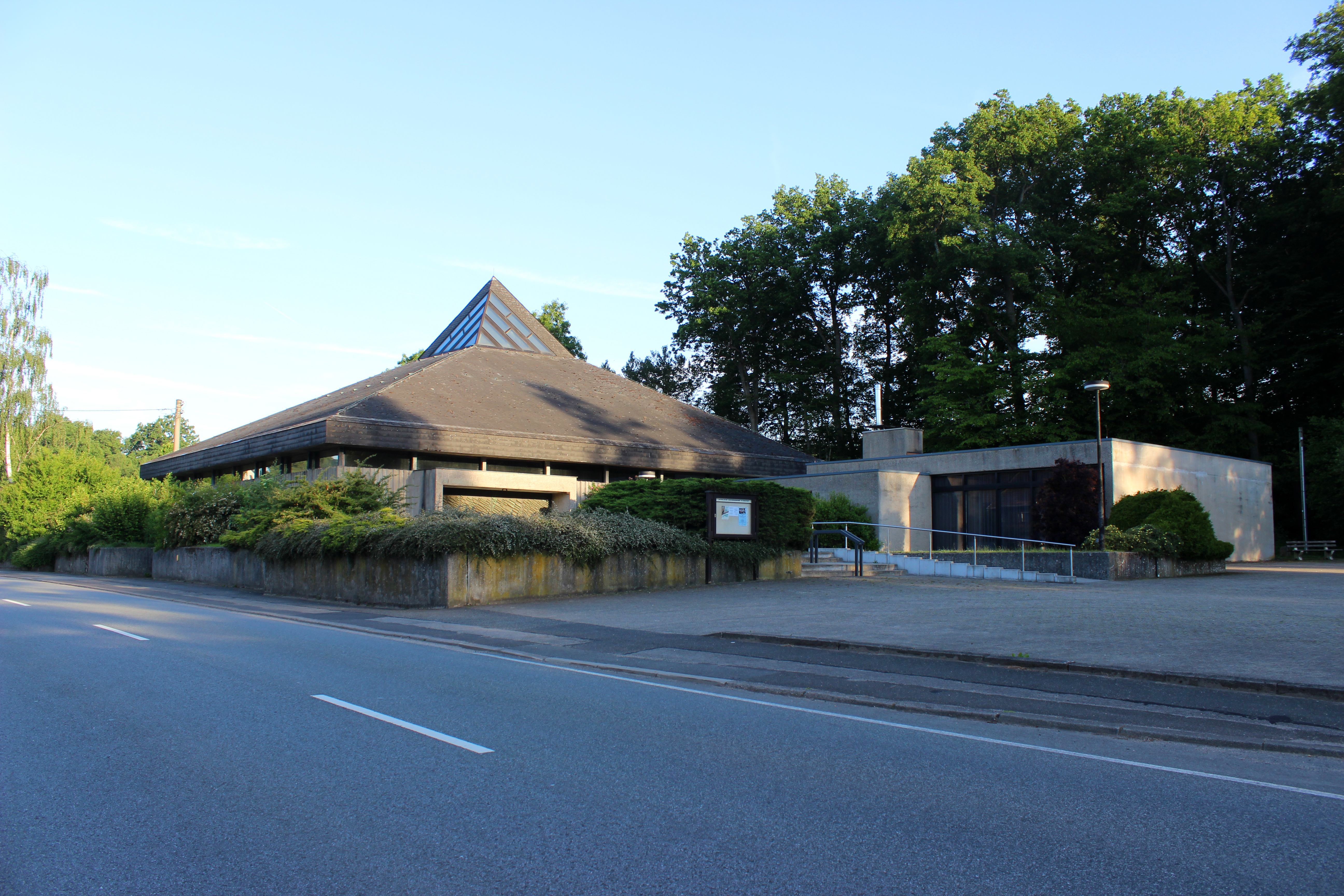
St. Ignatius
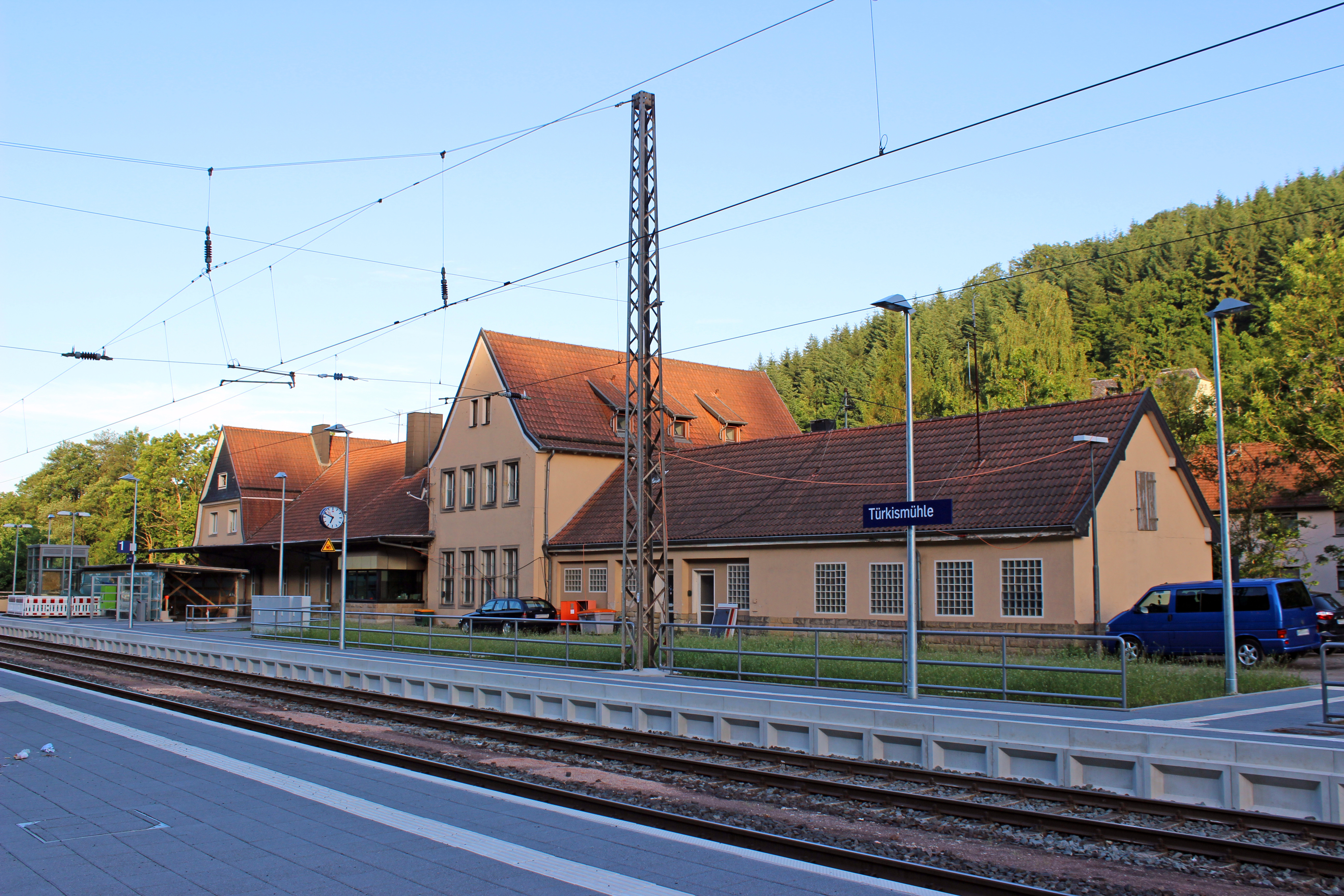
Bahnhof
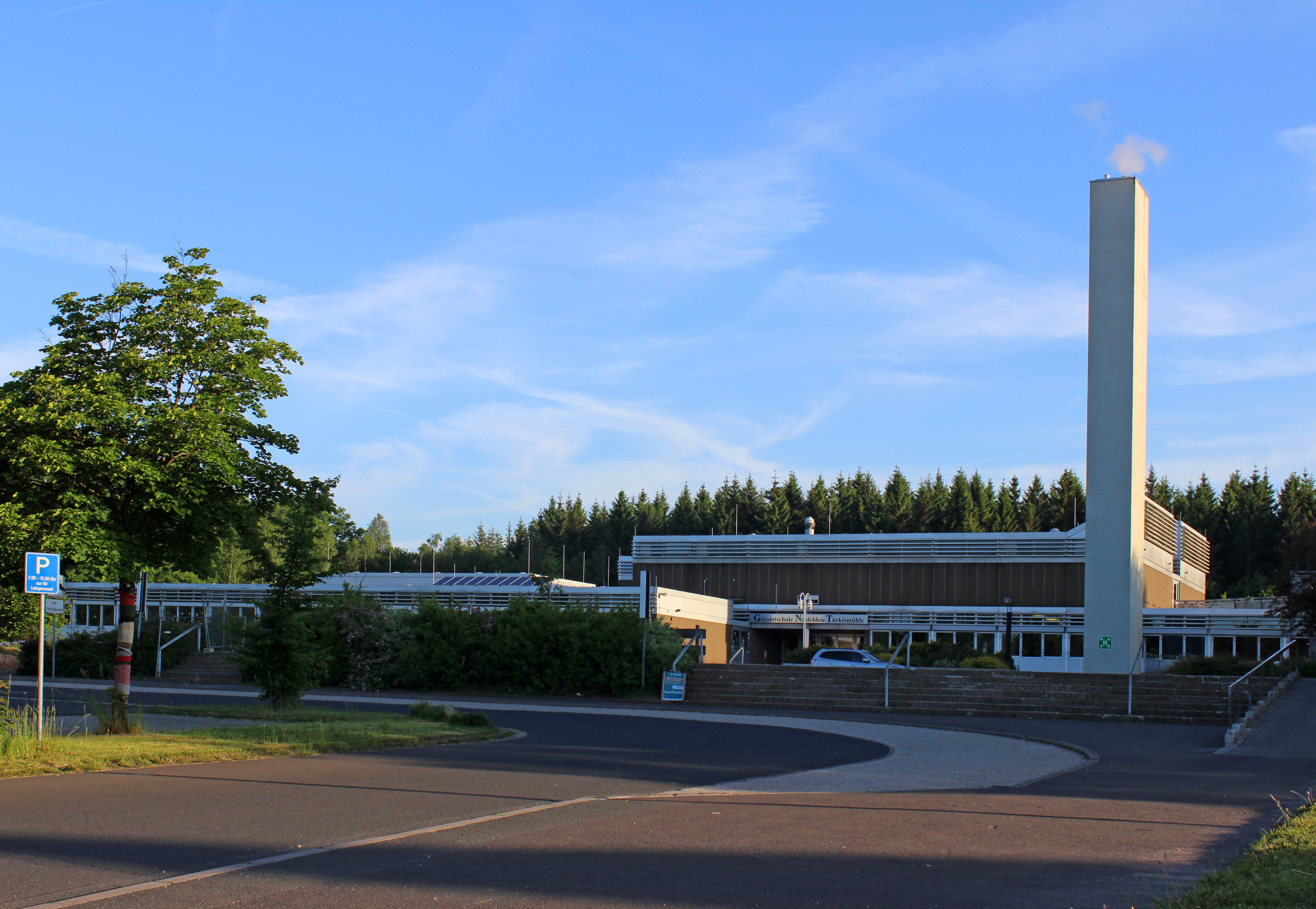
Gesamtschule

## Museumsbahn
Die 1998 bzw. 2012 stillgelegte Hochwaldbahn wurde bis 2012 als Museumsbahn zwischen Türkismühle und Hermeskeil betrieben.
Zugunsten eines Radweges wurde die Strecke 2019 (auf Rheinland-Pfälzer Gebiet) und 2020 (auf Saarländischem Gebiet) komplett abgebaut.